# Mauritiusraupenfänger

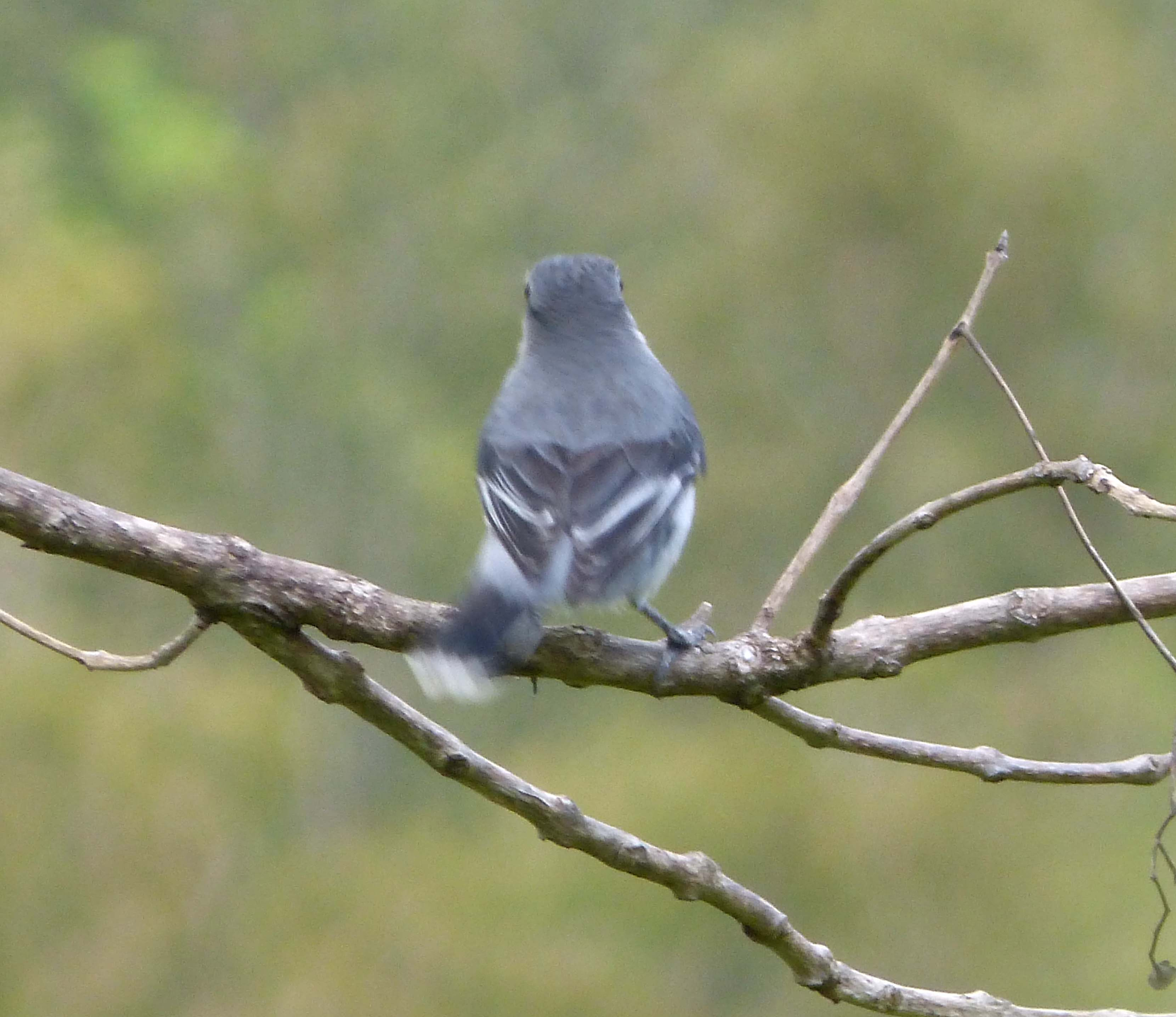
Rückansicht Männchen

Der Mauritiusraupenfänger (Coracina typica) ist eine endemisch auf Mauritius vorkommende Vogelart aus der Familie der Raupenfänger (Campephagidae).

## Merkmale
Mauritiusraupenfänger erreichen eine Körperlänge von 22 Zentimetern. Das Gewicht eines Männchens wurde mit 43 Gramm gemessen. Zwischen den Geschlechtern besteht bezüglich der Gefiederfärbung ein deutlicher Sexualdimorphismus. Bei den Männchen sind Oberkopf und Rücken bleigrau, die Zügel sind schwarz, Kehle, Brust, Flanken und Bauch weißgrau. Die Arm- und Handschwingen sind schwarzgrau und mit einigen weißlichen Federn durchsetzt. Die Weibchen sind an Kopf, Rücken und Flügeln weinrot bis rotbraun gefärbt, die Kehle ist weiß, Brust und Bauch sind hell kastanienrot. 

## Verbreitung und Lebensraum
Das Verbreitungsgebiet der Mauritiusraupenfänger umfasst ein lediglich ca. 117 km² großes Gebiet im Süden von Mauritius. Sie besiedeln dort bevorzugt tropische immergrüne Wälder in Höhenlagen zwischen 200 und 800 Metern.

## Lebensweise
Die Vögel ernähren sich in erster Linie von verschiedenen großen Gliederfüßern, beispielsweise von Fangschrecken, Heuschrecken, Käfern, und Raupen. Zuweilen werden auch kleine Wirbeltiere erbeutet, beispielsweise Geckos, die durch Schlagen gegen einen Zweig getötet werden. Die Brutsaison fällt in die Monate September bis März. Die Paare leben monogam und bewohnen feste Territorien, die sie gegen Artgenossen verteidigen. Das flache, napfförmige Nest wird von beiden Eltern aus dünnen Zweigen, Moos und Spinnenfäden gefertigt, in einer Astgabel platziert und mit zwei bis drei Eiern bestückt, die von beiden Geschlechtern in 24 bis 25 Tagen ausgebrütet werden. Nach dem Schlüpfen werden die Jungen von beiden Eltern gefüttert und fliegen nach 24 bis 25 Tagen aus, bleiben jedoch meist für einen Zeitraum von drei Monaten weiterhin bei den Eltern.

## Gefährdung
Die Mauritiusraupenfänger kommen nur in vier kleinen Gebieten im Süden von Mauritius vor. Aufgrund von Urbarmachung bisheriger Lebensräume sowie durch Verluste infolge vom Menschen eingeschleppter Prädatoren sind die Populationen bedroht. Im Jahr 2000 wurde von einer Gesamtanzahl von insgesamt 300 bis 350 Paaren ausgegangen. Inzwischen wurde ein Arterhaltungsprogramm gestartet, das bereits einen leichten Anstieg der Individuenzahl zur Folge hat. Es ist beabsichtigt, Paare auch in neuen Gebieten auf Mauritius sowie auf benachbarten Inseln anzusiedeln. Die Art wird von der Weltnaturschutzorganisation IUCN als  „vulnerable = gefährdet“ klassifiziert.